# SPARC64
A SPARC64 egy 64 bites mikroprocesszor-típus, amit a HAL Computer Systems fejlesztett ki és a Fujitsu gyártott az 1990-es évek közepétől kezdve.
A SPARC64 volt a SPARC V9 utasításkészlet-architektúra (ISA) első implementációja,
egyben a HAL első mikroprocesszora és a SPARC64 márkanevű sorozat első tagja.
A SPARC64-et a Fujitsu kizárólag saját rendszereiben használta; az első ilyen rendszereket, a Fujitsu HALstation Modell 330 és Modell 350 munkaállomásokat, hivatalosan 1995 szeptemberében jelentették be és 1995 októberében jelentek meg a kereskedelemben.
Ezt követte a (korábban SPARC64+ néven is ismert) SPARC64 II 1996-ban.
A processzor 101 és 118 MHz-es órajelen működik.
Teljesítménye 181 SPECint92 / 212 SPECfp92 a 101 MHz-es, illetve 212 SPECint92 / 271 SPECfp92 a 118 MHz-es verziónál.
Mind a SPARC64, mind utódja, a SPARC64 II a SPARC64/OS operációs rendszert, a UNIX SVR4 egy változatát használta, amely a Solaris 2.4-re épül. A SPARC64/OS volt a (Sun) Solaris első 64 bites kiterjesztése, és az első operációs rendszer, amelyet a SPARC specifikáció 9. verziója szerint épített mikroprocesszorokhoz készítettek.

## Leírás
A SPARC64 egy szuperskalár mikroprocesszor, ami ciklusonként négy utasítást ad ki 
és azokat sorrenden kívüli módon hajtja végre (out-of-order).
Ez egy többcsipes kialakítás, amely hét lapkából áll: egy CPU lapka, MMU lapka, négy gyorsítótár lapka és egy órajelgenerátor lapka.

### A CPU
A CPU csip tartalmazza a logika nagy részét, az összes végrehajtó egységet és egy 0. szintű (L0) utasítás-gyorsítótárat.
A végrehajtó egységeket két fixpontos egység, címszámító egységek, lebegőpontos egységek (FPU-k) és memóriakezelő egységek alkotják.
Az FPU hardvere egy összevont szorzás-összeadás (FMA) egységből és egy osztó egységből áll.
Az összevont szorzás-összeadás valójában nem egyetlen művelet,
a ténylegesen összeolvasztott FMA utasítások, amelyek pl. egyetlen kerekítéssel járnak, ebben a sorozatban csak a SPARC64 VI típustól kezdve jelentek meg.
Az FMA egység futószalagos, négyciklusos késleltetési idővel és egyciklusos átviteli sebességgel rendelkezik.
Az osztó egység nem futószalagos és késleltetési ideje jelentősen hosszabb.
Az L0 utasítás-gyorsítótár kapacitása 4 KiB, közvetlen leképzésű, késleltetése szintén egy ciklus.
A CPU lapka tíz 64 bites sínnel kapcsolódik a gyorsítótár (CACHE) és az MMU lapkákhoz. Négy címsín hordozza a virtuális címeket és vezeti azokat minden egyes gyorsítótárhoz. Két adatsín írja az adatokat a regiszterfájlból az adat gyorsítótárat megvalósító gyorsítótár csipekhez. Négy sín, mindegyik gyorsítótár csipből egy, szállítja az adatokat vagy utasításokat a CPU-hoz.
A CPU csip 2,7 millió tranzisztort tartalmaz, méretei 17,53 × 16,92 mm, lapkafelülete 297 mm2, a csipnek 817 jelérintkezője és 1695 tápfeszültség-érintkezője van.

### Az MMU
Az MMU lapka tartalmazza a memóriakezelő egységet, a gyorsítótár-vezérlőt és a külső interfészeket.
A SPARC64-nek külön interfészei vannak a memória és a be-/kimenetek számára (I/O, B/K).
A memóriát egy 128 bit széles sínen keresztül éri el.
A rendszerinterfész a 64 bites aszinkron HAL I/O (HIO) sín.
Az MMU lapka területe 163 mm2.

### A gyorsítótárak
Az 1. szintű (L1) utasítás- és adat-gyorsítótárakat négy lapkával építették fel, a két tár két-két lapkán helyezkedik el a megvalósításban.
Mindkét gyorsítótár kapacitása 128 KiB, és egy lapka a gyorsítótár 64 KiB-ját és a gyorsítótár-címkék egy részét valósítja meg.
A gyorsítótárak négyutas asszociatívak, késleltetésük mindkét esetben három ciklus.
Az adat-gyorsítótárat hibajavító kód (ECC) és paritásellenőrzés védi.
A tárak sormérete 128 bájt.
A gyorsítótár lapka 4,3 millió tranzisztort tartalmaz, méretei 14,0 × 10,11 mm, a lapka területe 142 mm2.
A csipnek 1854 forrasztópontja van, amiből 446 jel- és 1408 tápfeszültség-érintkező.

### Fizikai jellemzők
A SPARC64 processzor 21,9 millió tranzisztorból áll.
A Fujitsu gyártotta saját CS-55-ös eljárásával, ami egy 400 nm-es, négy fémrétegű CMOS (CMOS) folyamat.
A hét lapka egy négyszögletű kerámia többcsipes modulba (multi-chip module, MCM) van tokozva, az MCM aljára vannak forrasztva.
Az MCM 565 tűs kivezetéssel rendelkezik, amiből 286 jelcsatlakozó és 218 tápfeszültség-csatlakozó, pin grid array (PGA) típusú foglalatba szerelve.
Az MCM széles sínekkel rendelkezik, amelyek összekötik a hét lapkát.

## Fordítás
Ez a szócikk részben vagy egészben  a   HAL SPARC64 című angol Wikipédia-szócikk ezen változatának fordításán alapul.  Az eredeti cikk szerkesztőit annak laptörténete sorolja fel. Ez a jelzés csupán a megfogalmazás eredetét és a szerzői jogokat jelzi, nem szolgál a cikkben szereplő információk forrásmegjelöléseként.